# Kapoeta Airport
Kapoeta Airport är en flygplats i Sydsudan. Den ligger i den sydöstra delen av landet, 220 kilometer öster om huvudstaden Juba. Kapoeta Airport ligger 655 meter över havet.
Terrängen runt Kapoeta Airport är platt. Runt Kapoeta Airport är det mycket glesbefolkat, med 6 invånare per kvadratkilometer.. Närmaste större samhälle är Kapoeta, 1,4 kilometer sydost om Kapoeta Airport.
Trakten runt Kapoeta Airport består i huvudsak av gräsmarker.